# CSI (bus sèrie)
L'estándard CSI sigles que signifiquen Interfície Serie per Càmeres (en anglès:Camera Serial Interface) és una especificació de la Mobile Industry Processor Interface AllianceMIPI Alliance que defineix la interfície entre una càmera digital i un processador amfitrió. L'estàndard d'interfície més tardà, és el CSI-3 que fou publicat el 2012.

## CSI-1
El MIPI CSI-1 fou l'estàndard original d'interfície MIPI per a càmera digital. Va sorgir com una arquitectura per a definir la interfície entre una càmera digital i un processador hoste. Els seus successors van ser el MIPI CSI-2 i el MIPI CSI-3, dos estàndards que encara segueixen evolucionant.

## CSI-2
El MIPI CSI-2 v1.0 és l'estàndard publicat el 2005. Com a opció de capa física que utilitza tant l'estàndard D-PHY com l'estàndard C-PHY (ambdós estàndards van ser proposats per la MIPI Aliance), és bidireccional i compatible amb l'estàndard I2C. El seu protocol està dividit en les següents capes:
1. Capa física (C-PHY/D-PHY)
2. Capa de mescla de l'encaminament.
3. Capa de baix nivell del protocol.
4. Capa de la conversió de Pixel a Byte
5. Capa d'aplicació

## CSI-3
El MIPI CSI-3 és la darrera generació de l'estàndard d'interfície basat en el UniPort-M. Va ser publicat el 2012.

## Organitzacions associades
- JEDEC
- USB Implementers Forum
- MIPI Alliance